# Afrikai citromgalamb
Az afrikai citromgalamb (Columba larvata) a madarak osztályának galambalakúak (Columbiformes) rendjéhez és a galambfélék (Columbidae) családjához tartozó faj.

## Rendszerezése
A fajt Coenraad Jacob Temminck holland zoológus írta le 1873-ban. Egyes szervezetek az Aplopelia nembe sorolják Aplopelia larvata néven.

## Alfajai
- Columba larvata bronzina Ruppell, 1837
- Columba larvata hypoleuca (Salvadori, 1903)
- Columba larvata jacksoni (Sharpe, 1904)
- Columba larvata larvata Temminck, 1809
- Columba larvata principalis (Hartlaub, 1866)
- Columba larvata samaliyae (C. M. N. White, 1948)
- São Tomé-i citromgalamb (Columba larvata simplex) (Hartlaub, 1849)[2]

## Előfordulása
Afrikában, Burundi, a Dél-afrikai Köztársaság, Dél-Szudán, Egyenlítői-Guinea, Eritrea, Etiópia, Gabon, Guinea, Kamerun, Kenya, a Kongói Demokratikus Köztársaság, Libéria, Malawi, Mozambik, Nigéria, Ruanda, São Tomé és Príncipe, Sierra Leone, Szváziföld, Tanzánia, Uganda, Zambia és Zimbabwe területén honos. Kóborlásai során eljut a Kongói Köztársaságba is. 
Természetes élőhelyei a szubtrópusi vagy trópusi síkvidéki és hegyi esőerdők, valamint ültetvények, vidéki kertek és másodlagos erdők. Állandó, nem vonuló faj.

## Megjelenése
Testhossza 25–29 centiméter, a hím testtömege 130–210 gramm, a tojó kisebb, csak 85–191 gramm.
|  |

## Életmódja
Gyümölcsökkel és magvakkal táplálkozik.

## Természetvédelmi helyzete
Az elterjedési területe rendkívül nagy, egyedszáma pedig stabil. A Természetvédelmi Világszövetség Vörös listáján nem fenyegetett fajként szerepel.